# Place de la République (métro d'Erevan)
Pour les articles homonymes, voir Place de la République.
Place de la République (en arménien Հանրապետության Հրապարակ, Hanrapetutyan Hraparak) est une station de l'unique ligne du métro d'Erevan ; elle est située dans le district du Kentron à Erevan, en Arménie.

## Situation sur le réseau

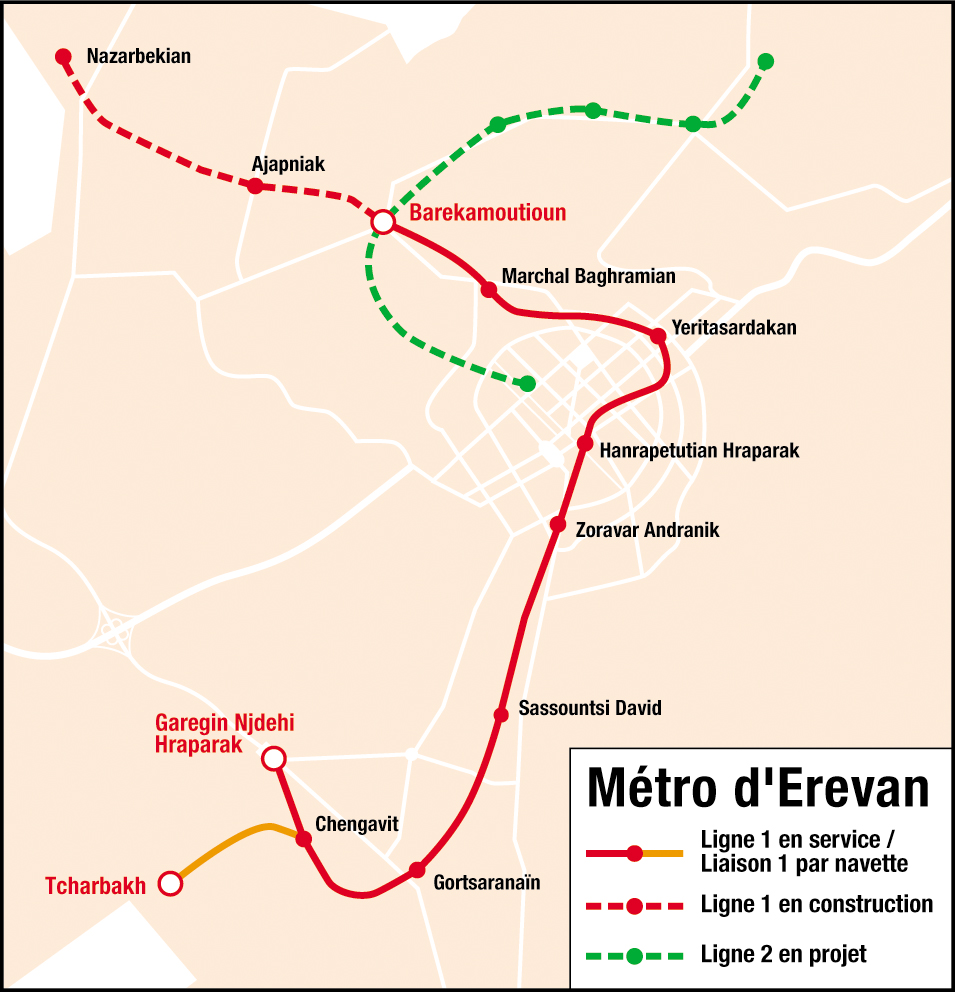
Plan de la ligne.

## Historique
La station Place de la République est mise en service le 26 décembre 1981, plus de neuf mois après l'inauguration du premier tronçon de la ligne.
Son nom vient de la place de la République. Comme celle-ci, la station s'appelait Place Lénine jusqu'en 1991, année de l'indépendance du pays.

## La station

### Accès et services
La station est établie en souterrain près de la place de la République. Son entrée monumentale, située rue Nalbandian, est un bâtiment bas au milieu duquel s'ouvre un espace ouvert à l'air libre en forme de fleur dont le centre est occupé par un bassin agrémenté de fontaines.

### Intermodalité
À proximité des arrêts de transports en commun sont desservis par des bus de la ligne 1 et de la ligne 33.

## À proximité
Elle permet d'accéder à la place de la République, la galerie nationale d'Arménie, le parc des 2 750 fontaines, ainsi qu'au siège du gouvernement et à plusieurs ministères.